# Fiestas de San Roque de Monforte del Cid
En Monforte del Cid son conocidas como las fiestas del verano, se celebran durante una semana teniendo como día principal el 16 de agosto, festividad de San Roque con gran devoción popular y religiosa.
Las Fiestas de San Roque, las segundas en importancia del pueblo, tienen también gran arraigo y tradición entre los monfortinos. La albahaca, el membrillo, los barquillos, los melones y los helados, no pueden faltar y los bizcochos y los licores se ofrecían al Santo, se subastaban entre los presentes para sufragar los gastos de las fiestas. Además, esas fechas festivas, las aprovechaban los monfortinos ausentes para acudir al pueblo ya que por San Roque, se iniciaba siempre la campaña de la uva, que terminaba a primeros de año.
La fiesta comienza con la elección de la Reina y damas de Honora de las fiestas con verbena incluida. A continuación, las calles del barrio se engalanan con macetas, banderitas de colores y guirnaldas y durante toda la semana hay una gran afluencia de gente, ya que allí acuden los vecinos de otras zonas del municipio. Los días de fiestas se completan con juegos populares para los niños, comidas de hermandad entre los vecinos y por las noches, verbenas animadas y concurridas y no faltan las bebidas espirituosas como la paloma monfortina y los canarios. Además, es ya una tradición el Cross popular y los concursos de Secayó. Todos los días hay dianas y pasacalles por las principales calles del barrio y las típicas ofrendas de alhábega.
Estas fiestas surgieron como fiestas de barrio y actualmente, se han integrado en la Comisión del Ayuntamiento de Monforte del Cid, realizando todos conjuntamente la organización de estas populares fiestas de verano de todos los monfortinos.